# 김형식 (범죄인)
김형식(金亨植, 1970년 1월 19일 ~ )은 대한민국의 정치인이며 살인 교사 범죄자다.
민주당 신기남 국회의원 보좌관, 노무현 후보 캠프 기획위원, 열린우리당 부대변인, 박원순 서울특별시장 후보 정책기획 위원직을 역임했다. 민선 5기 민주당 소속 서울시의원으로 시의회 도시관리위원회·도시계획관리위원회·예산결산특별위원회에서 상임위원으로 활동했고, 새정치민주연합 소속으로 서울시 강서구에서 출마하여 서울시 시의원에 당선되어 재선에 성공했다.
살인 교사 혐의로 기소되어 2015년 8월 19일 대법원에서 무기징역이 확정되면서 시의원직을 자동 상실했으며, 현재 수감 중이다.

## 경력
한신대학교 철학과를 졸업하였으며 한신대학교 46대 총학생회장을 지낸 486 운동권 출신이다. 10년동안 민주당 신기남 국회의원의 보좌관을 지냈다. 2002년 대선 때 노무현 후보 캠프 기획위원을 지냈고, 이후 열린우리당 최연소 부대변인을 역임했으며, 박원순 서울특별시장 후보 정책기획 위원직을 역임했다. 민선 5기 민주당 소속 서울시의원으로 시의회 도시관리위원회·도시계획관리위원회·예산결산특별위원회에서 상임위원으로 활동했다. 2014년 6월 4일 새정치민주연합 소속으로 서울특별시 강서구에서 출마하여 서울특별시의원에 당선되어 재선에 성공했다.

## 살인 교사 범죄
김형식은 수천억 원대의 재력가 송 모를 살해하라고 교사한 혐의로 2014년 6월 24일 경찰에 체포되었다. 김형식은 2010년부터 2011년 사이 송모가 소유한 부동산의 용도변경을 도와주는 대가로 5억 2천만원을 받았다. 그러나 일 처리가 지연되면서 송모가 금품 수수를 폭로하겠다고 협박하자 정치 생명이 끝날 것을 우려해 10년 지기 팽모(44세)를 시켜 피해자를 살해한 혐의로 2014년 7월 구속기소됐다.
김형식은 2014년 6월 24일 경찰에 체포된 뒤 새정치민주연합을 탈당하였다.
팽모는 김형식이 범행을 독촉했으며, 이후 피해자를 살해할 장소나 시간을 지정해주고 범행 도구를 제공하고 증거인멸과 도주, 중국에서 체포된 이후 자살하라고 지시했다고 주장했다.
김형식은 자신은 돈을 빌린 적도 살해한 적도 없으며 '차용증은 술에 취한 상태에서 송 씨가 써달라고 해서 써준 것이지 실제 돈을 빌린 적이 없다'며 '팽 씨가 내게 빌려간 돈을 갚아야 해 송 씨를 상대로 강도질한 것'이라고 주장했다. 6월 30일 경찰은 빚 때문에 사람을 죽인다는 것은 가능성이 낮다며 사망한 피해자가 인·허가 민원이나 이권 거래의 대가로 5억 2천만원을 건넸다가 계획대로 되지 않자 이를 폭로하여 낙선시키겠다고 김형식을 협박해 김형식이 살인을 사주한 것으로 추정된다고 발표하였다. 경찰은 7월 1일에는 김형식의 계좌에서 채무가 발견되지 않은 점, 피해자의 사무실 관계자와 그의 가족에게서 김형식이 용도변경을 약속했다는 진술을 확보한 점을 근거로 김형식이 용도변경의 대가로 뇌물을 수수한 것으로 추정된다고 발표하였다.
그러나 김형식이 진술을 하지 않고 묵비권을 행사하면서 경찰 수사 단계에서 뇌물죄를 입증하지 못하여 서울강서경찰서는 검찰에 송치할 때는 살인교사 혐의만 적용하여 송치하기로 7월 3일 결정했다.
2014년 10월 27일 국민참여재판으로 진행된 1심은 만장일치로 유죄 평결을 내리고 무기징역을 선고했다.
2015년 4월 30일 서울고등법원에서 열린 항소심에서도 1심과 같은 무기징역을 선고받았다. 서울고등법원 형사2부 김용빈 판사는 “피고인의 살인 교사 혐의가 인정된다. 그럼에도 이 법정에서까지 친구에게 책임을 떠넘기는 등 개전의 정이 없고 유족이 엄벌을 탄원하고 있다”라고 말했다. 김형식은 유죄가 선고되자 울면서 “제가 정말 안 했습니다. 팽에게 돈을 준 적도 없고…”라고 외치며 탁자를 붙잡고 법정을 나가지 않으려 버티다 경위들에게 끌려나갔다.
2015년 8월 19일 대법원 3부(주심 민일영 대법관)는 살인교사 혐의로 기소된 김형식에게 무기징역을 선고한 원심을 확정했다. 김형식은 지방자치법 78조와 공직선거법 19조에 따라 피선거권을 잃게 돼 시 의원직(강서2)을 자동 상실했다. 한편, 김형식의 사주를 받고 송모를 살해한 팽모는 1심에서 징역 25년을 선고받았지만 항소심에서 잘못을 뉘우치고 사건의 실체적 발견에 협조했다며 징역 20년으로 감형됐고, 이후 팽모가 상고하지 않아 형이 확정됐다.

## 역대 선거 결과
|  | 28.28% |

|  | 56.28% |

|  | 54.15% |